# Xanthocalanus meteorae
Xanthocalanus meteorae is een eenoogkreeftjessoort uit de familie van de Phaennidae. De wetenschappelijke naam van de soort is voor het eerst geldig gepubliceerd in 2003 door Markhaseva & Schnack-Schiel.